# AeroVelo Atlas
O AeroVelo Atlas foi um helicóptero de propulsão humana candidato ao Prémio Sikorsky. Em 13 de Junho de 2013 foi a primeira aeronave a cumprir os objetivos e a vencer esse prémio.

## Projeto e desenvolvimento

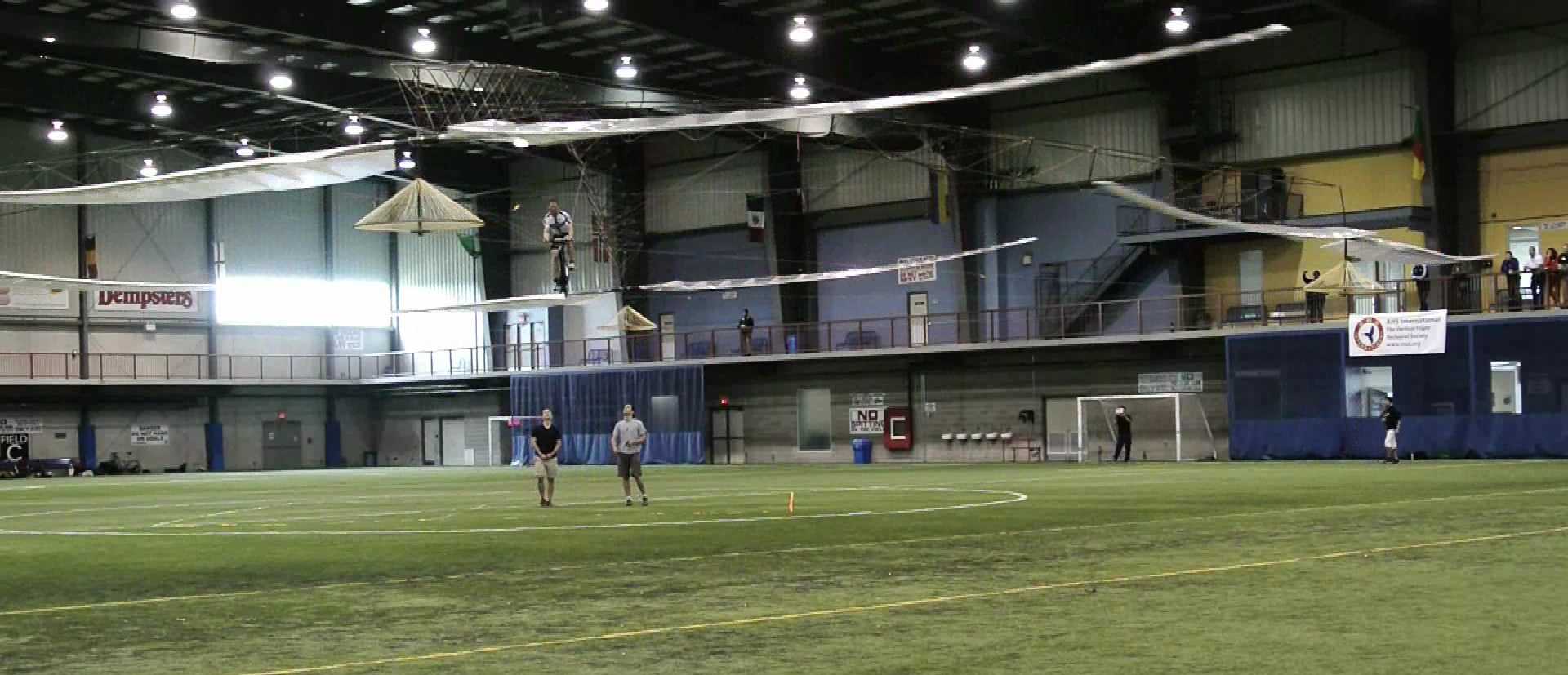
AeroVelo Atlas foi um helicóptero de propulsão humana que ganhou o Prémio Sikorsky.

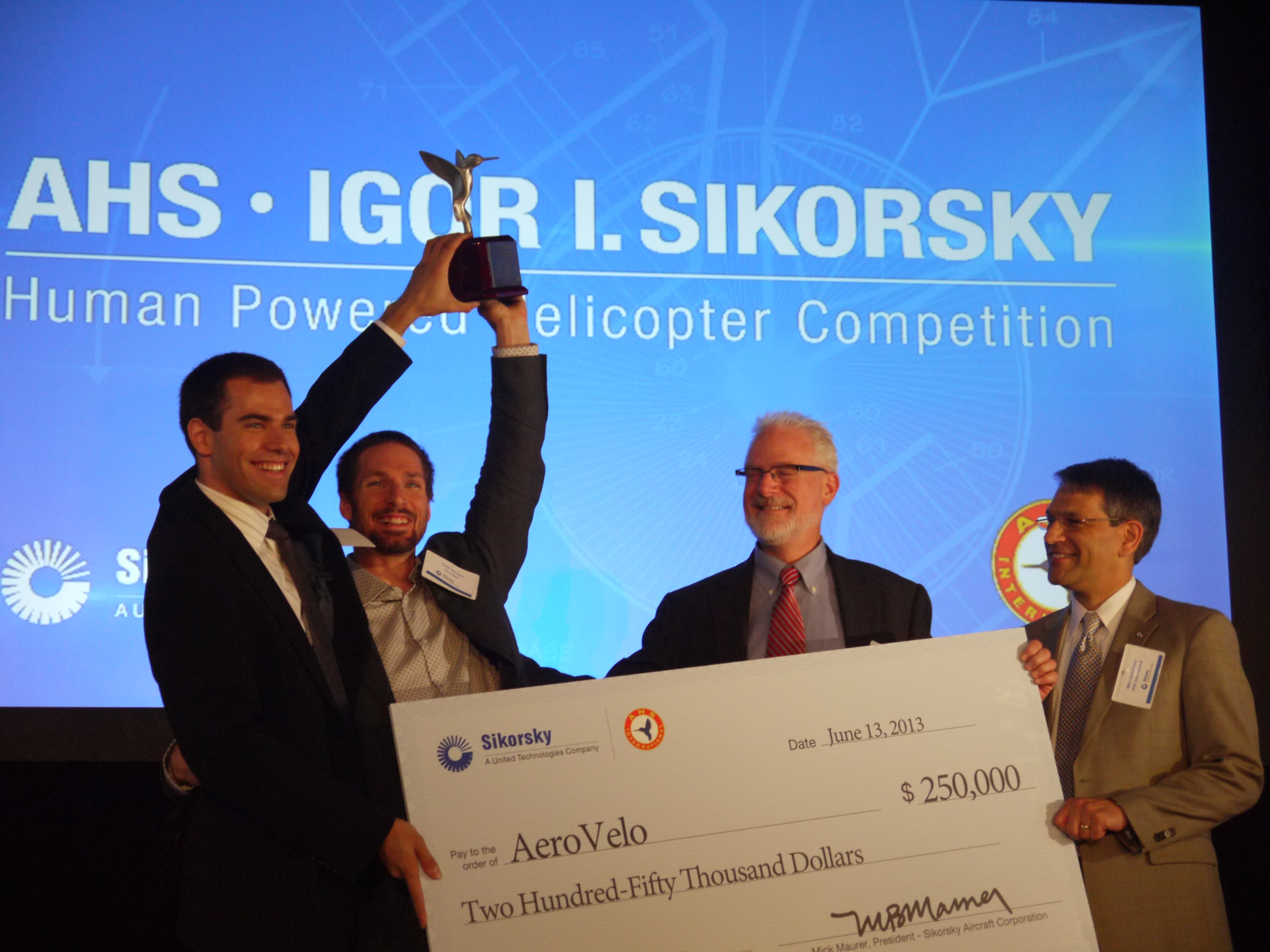
Equipa do AeroVelo recebe o Prémio Sikorsky da AHS International.

AeroVelo é uma equipa de estudantes e licenciados da Universidade de Toronto, que começou os testes de voo para o seu quadrotor Atlas em 28 de agosto de 2012. 
O núcleo da equipa do AeroVelo é o mesmo grupo que criou o Snowbird, o primeiro ornitóptero bem sucedido.
O Atlas é o maior helicóptero (de propulsão humana) já construído, e tem um rotor de 47 metros, apenas secundado pelo russo Mil V-12.

O pico de potência de 1100W foi gerado durante os primeiros segundos, para subir os 3 metros requeridos. No final do voo, a potência tinha sido reduzida para 600W
Em 13 de junho de 2013, o grupo AeroVelo fez voar o Atlas e submeteu os dados do voo à AHS International. Nesse voo ocorrido às 12:43 (EDT), a equipa conseguiu manter o Atlas no ar durante 64.11 segundos, até altitude máxima de 3.3 m e não se afastando mais de 9.8 m do ponto de largada.